# Molino Canyar
El Molino Canyar es un edificio situado en el término de Potríes, en la Safor. El edificio fue construido como molino hidráulico, pero a lo largo del tiempo ha sido utilizado también como fábrica de hielo y para la hostelería.

## Contexto
El molino está situado en la partida de la Campina, en el término de Potries. El agua venía desde el partidor de la Casa Clara por la acequia Común de Oliva.
El agua como fuerza para mover ingenios tuvo gran importancia en la Safor. En la Concordia de 1511 los molinos se describen detalladamente, y así el Molino Canyar aparece ya mencionado. Además, los molinos constituían una de las principales fuentes de ingresos de los señoríos locales. Y así, aunque la presencia de molinos en la comarca ya había ido en aumento, fue a partir de la supresión de los señoríos a inicios del siglo XIX cuando su número crece más, contando con cerca de sesenta a finales de esta centuria.
Los molinos tienen varios usos. Uno es la transformación de la producción agrícola, lo que en este caso lleva por un lado los molinos harineros y por otro a los arroceros. En el siglo XVIII consta en la Safor la existencia de producción de trigo y maíz, y la expansión del arroz. Además de estos usos, la fuerza hidráulica puede utilizarse para generar electricidad, como también se hizo en el Molino Canyar a inicios del siglo XX; y esa energía puede venderse o utilizarse, en este caso para la fabricación de hielo.

## Historia
El agua como fuerza para mover ingenios tuvo gran importancia en la Safor. En la Concordia de 1511 los molinos se describen detalladamente, y así el Molino Canyar aparece ya mencionado como Molino de Aynat, por ser su propietario Gaspar Aynat. Desde el siglo XVIII conserva el mismo nombre que a inicios del siglo XXI.
El molino poseía una especie de balsa y un lagar de 136 centímetros de diámetro y una caída de cuatro o cinco metros. Tenía dos vueltas y dos ruedas, con dos muelas harineras y otra separada para moler el arroz. Como molino arrocero, disponía de una piedra troncocónica de tipo almazara para blanquear el arroz y una moleta de esmeril para descascarlo.
En opinión de Josep A. Gisbert Santonja, el edificio originario del antiguo molino sería derribado al construirse el nuevo edificio, el cual presenta reminiscencias evidentes de las construcciones de los años 1920 en la Safor.
De molino harinero pasó a ser generador de electricidad para la iluminación pública de la Alquería de la Condesa y para su autoconsumo. Sin dejar de ser molino de arroz, también fue fábrica de hielo hasta el cese de su actividad transformadora hacia 1974. El hielo que se producía en la fábrica, además de distribuido en la comarca de la Safor, era transportado a a través del ferrocarril Alcoy-Gandía, cuya vía férrea limitaba con el muro norte de la fábrica. Desde 1998 es restaurante, pero sus propietarios han mantenido el primitivo banco con dos muelas harineras de trigo catalanas y las muelas industriales del molino de arroz, así como múltiples engranajes que accionaban los otros mecanismos del molino.

## Descripción
Se distinguen en el conjunto varias partes diferenciadas. La primera sería el edificio principal. La segunda estaba constituida por una serie de naves, derribadas a finales del siglo XX, que se adosaban al sur de este edificio principal. La tercera sería un edificio anejo al norte donde estaba la fábrica de hielo. La superficie del conjunto supera los 1.200 metros cuadrados.

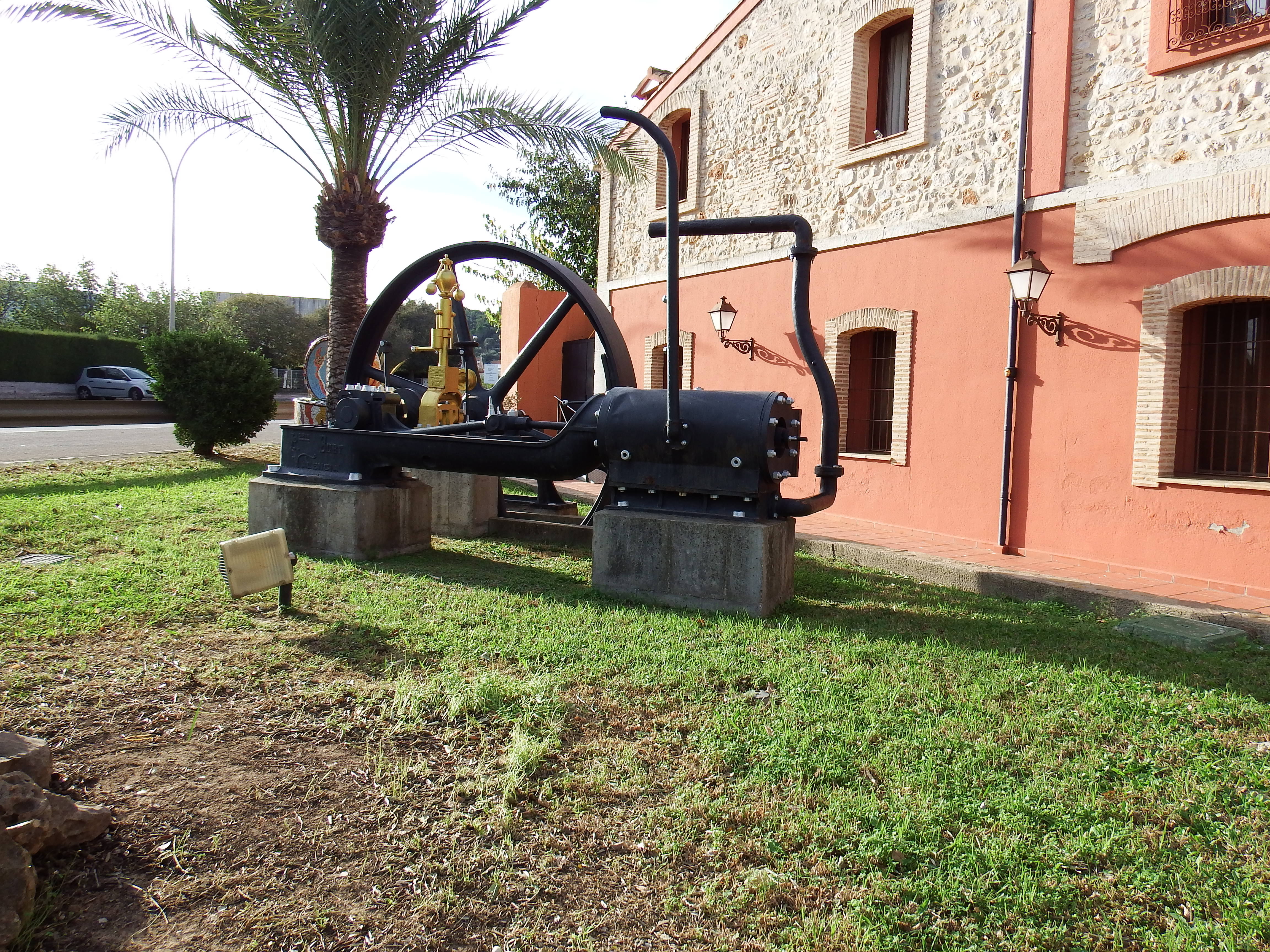
Máquina de vapor

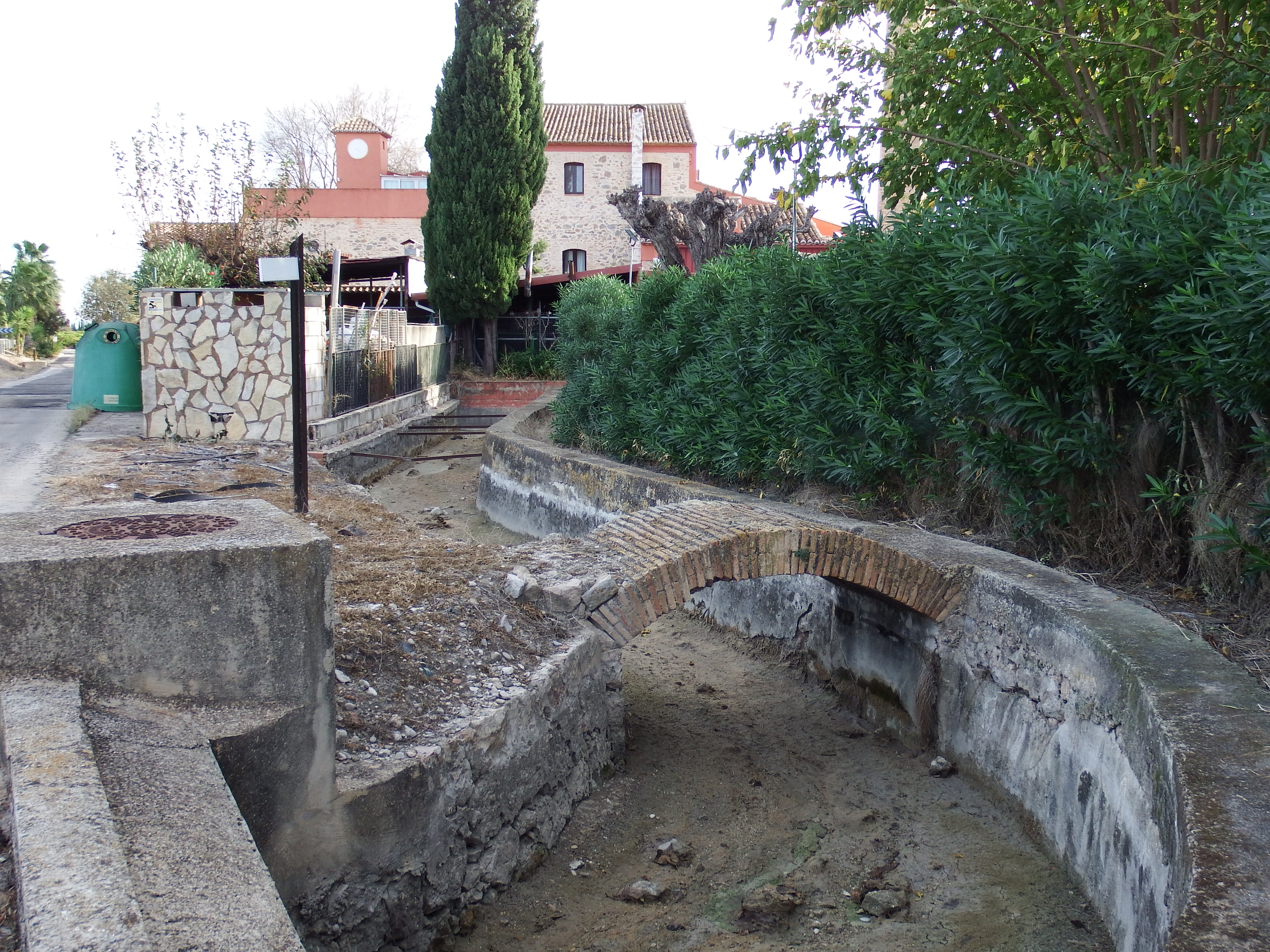
Acequia Comuna de Oliva accediendo al molino

### Edificio principal
El edificio principal es de planta rectangular, presenta cuatro crujías y dispone de planta baja y dos pisos superiores en la parte central y uno en los laterales. La parte central está cubierta con techo de teja árabe a dos aguas y las laterales a una sola vertiente. Su fábrica es de mampostería careada, baldosa y mortero de cal, dispone sillares calcáreos en la portada, en el filete que separa la planta baja de las superiores y en las esquinas (sillones encadenados).
En la fachada se localizan unas aberturas simétricas, construidas con baldosas y resalte en los enmarcados, que se cierran con rejas de hierro. Esta fachada tiene un cierto aire clasicista, propio de la arquitectura electricista de principios del siglo XX.
En el interior las diferentes crujías están delimitadas mediante vigas gruesas de madera y bovedillas. En este espacio estaba la maquinaria y el mobiliario del molino. En la planta baja se localizaban las oficinas, y en las superiores las dependencias domésticas, que presentan en la cocina baldosas cerámicas de la época.

### Naves del sur
Las naves que se situaban en el sur, estaban construidas con ladrillo vacío, en los pilares, y con bloques de aglomerado en los paramentos, trabado con cemento. Hacia 1994 estaban prácticamente arrasadas, quedando de pie únicamente parte de los pilares y los muros.

### Edificio del norte
Es de planta rectangular, algo longitudinal, y se adosa a la pared medianera del edificio principal. Su fábrica es de mampostería careada irregular y mortero de cal con abundantes gravillas, con baldosas en la esquinera y en los muros encuadres de las aberturas. La parte superior del muro septentrional está construida con bloques de aglomerado. En el interior hay un patio central descubierto y se pueden observar vigas de hierro.

### Chimenea
El conjunto incluye una chimenea de ladrillo. La chimenea formaba parte del sistema del horno, donde se quemaba paja proveniente del arroz y se producía vapor de agua, el cual facilitaba energía motriz adicional a la producida por el flujo de agua para ayudar a mover las muelas.